# Артя-Шигири
Артя́-Шигири́ — деревня в Артинском городском округе Свердловской области России. Являлось частью бывшего Поташкинского сельского совета.

## Географическое положение
Деревня Артя-Шигири расположена в 16 километрах (по дорогам в 23 километрах) на юго-восток от административного центра района и городского округа — посёлка городского типа Арти, в лесной местности. Деревня находится преимущественно на правом берегу реки Арти (левого притока реки Уфы), ниже устья правого притока — реки Шарымелги.

## Топоним
Татарское и башкирское название деревни — Әртә Шигере (Әртә-Шигер).

## История деревни
Уфа-Шигири относилась к Кущинской волости. В период кантонного управления Башкирией деревня относилась к 5-му юрту 2-го башкирского кантона.
Жители деревни не имели собственной земли так как свою вотчину они вместе с башкирами деревень Урмикеево и Уфа-Шигири продали барону С. Г. Строганову по купчей крепости от 19 июля 1755 года. 1748 году в их бывшей земле в 1748 году был построен Артинский молотовой завод. При этом башкиры выговорили себе право беспрепятственно проживать и пользоваться всеми угодьями на уступленных землях, но фактически стали припущенниками-жильцами уже чужой вотчины.
Деревня Арти-Шигири в 1834 г. имела 22 двора. Здесь проживало 125 башкир. В 1850 г. было 156 человек при 22 дворах, из них 22 человека были отнесены к категории башкир-вотчинников. 183 человека и 26 дворов взято на учёт X ревизией 1859 г. Артинцы имели кочевья, выезжали на яйляу.
В первые годы существования Башкирской автономии Шокуровская волость (куда в то время относилась деревня Артя-Шигири) входила в состав Кущинского кантона. В сентябре 1919 года Кущинский и Дуванский кантоны Автономной Советской Башкирской Республики были объединены в Дуван-Кущинский кантон, которая в 1922 году была преобразована в Месягутовский кантон. 1923 году границы данного кантона были изменены и его северные волости отошли к Екатеринбургской губернии, впоследствии присоединенной к Уральской области.

## Инфраструктура
На территории деревни располагаются медицинский пункт, сельский клуб, библиотека, детский сад, Артя-Шигиринская основная школа, с татарским языком обучения.

## Население
| 1850 | 1859 | 2002 | 2010 | 2021 |
| ---- | ---- | ---- | ---- | ---- |
| 156  | ↗183 | ↗379 | ↘352 | ↘210 |

По переписи 1920 года в 88 дворах учтено 498 башкир. С 1926 года население начало относить себя к татарам. Такая динамика отражает дальнейшую ассимиляцию башкир татарами.
Согласно переписи 2002 года, татары составляли 96 % от общего числа жителей деревни.
Язык местных жителей относится к красноуфимскому говору среднего (казанского) диалекта татарского языка.